# Maniola pallescens
Maniola pallescens är en fjärilsart som beskrevs av Butler 1868. Maniola pallescens ingår i släktet Maniola och familjen praktfjärilar. Inga underarter finns listade i Catalogue of Life.